# Logia San Juan San Olaf de las Tres Columnas

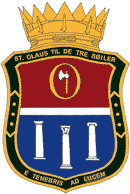
Blasón de la logia

La logia masónica de noruega San Juan San Olaf de las tres columnas pertenece a la obediencia masónica de la Orden noruega de los francmasones.

## Historia
Su nombre proviene de Juan el Bautista y Olaf II el Santo.

## Maestros de logia
| #  | Apellido                         | Año de nacimiento/muerte | Comienzo del mandato | Fin del mandato |
| -- | -------------------------------- | ------------------------ | -------------------- | --------------- |
| 1  | August Christian Mohr            | 1847–1918                | 2.5.1903             | 21.1.1916       |
| 2  | Ingvald Johan Bernhard Berbom    | 1857–1940                | 21.1.1916            | 28.9.1921       |
| 3  | Kjeld Fredrik Karl Stub          | 1868–1951                | 28.9.1921            | 21.11.1939      |
| 4  | Carl Kaas                        | 1884–1966                | 21.11.1939           | 24.9.1947       |
| 5  | Frøystein Halvorsen              | 1891–1982                | 24.9.1947            | 20.12.1950      |
| 6  | Iwan Weber Malm                  | 1887–1960                | 20.12.1950           | 14.12.1955      |
| 7  | Bjørn Nicolai Bjørnsen Bunkholdt | 1894–1974                | 14.12.1955           | 14.3.1962       |
| 8  | Henrik Lindeman                  | 1896–1979                | 14.3.1962            | 19.4.1967       |
| 9  | Eystein Holbye                   | 1910–1977                | 19.4.1967            | 7.3.1973        |
| 10 | Bjarne Eugen Henriksen           | –1979                    | 7.3.1973             | 12.4.1978       |
| 11 | Per Glad                         | 1918–1997                | 12.4.1978            | 24.2.1993       |
| 12 | Ivar Anstein Skar                | 1937–2018                | 24.2.1993            | 17.9.2003       |
| 13 | Sverre Leonard Sivertsen         | 1934–                    | 17.9.2003            | 23.9.2009       |
| 14 | Harald Manheim                   | 1944–                    | 23.9.2009            |                 |

## Miembros conocidos
- Ferdinand Finne (Pintor, * 1910, † 1999)
- Anders Behring Breivik, excluido en 2011.[1]